# By the Sword
By the Sword – drugi singiel brytyjskiego muzyka rockowego Slasha z jego debiutanckiego albumu Slash, wydany 16 marca 2010. Tekst utworu został stworzony przez Andrew StockDale’a, który udziela głosu w nagraniu. Produkcją singla zajął się Eric Valentine.
Piosenka miała swoją premierę 26 lutego 2010 na stronie spinner.com. Na żywo została zagrana po raz pierwszy 22 listopada 2009. W kwietniu 2010 Slash ponownie wykonał utwór, lecz tym razem z Andrew Stockdale'em, w programie The Tonight Show.